# Arnmühle
Arnmühle ist ein Ortsteil der Stadt Vohenstrauß im Landkreis Neustadt an der Waldnaab.

## Geographische Lage
Die Einöde liegt nahe dem Ostufer des Leraubaches, etwa 2,7 km südwestlich von Vohenstrauß und 1,5 km westlich der Bundesautobahn 6.

## Geschichte
Im 18. Jahrhundert gehörte Arnmühle zur Herrschaft Waldau. Der Ort hatte ein Anwesen und lag in der Gemeinde Oberlind, Landkreis Vohenstrauß. Er gehörte zur Pfarrei Vohenstrauß, Filiale von Oberlind.
Arnmühle gehörte zum 1808 gebildeten Steuerdistrikt Oberlind, 1809 zur Herrschaft Waldau und 1821 zur mittelbaren patrimonialgerichtischen Ruralgemeinde Waldau. Im Jahre 1871 gehörte Arnmühle zur Gemeinde Oberlind.
Mit der Gemeindegebietsreform im Jahre 1972 kam Arnmühle in die Gemeinde Vohenstrauß.

### Einwohnerentwicklung
| Jahr | Einwohner | Gebäude |
| ---- | --------- | ------- |
| 1838 | 6         | 1       |
| 1871 | 8         | 5       |
| 1885 | 11        | 1       |
| 1900 | 9         | 1       |
| 1913 | 10        | 1       |
| 1925 | 9         | 1       |

| Jahr | Einwohner | Gebäude |
| ---- | --------- | ------- |
| 1950 | 9         | 1       |
| 1961 | 7         | 1       |
| 1970 | 5         | k. A.   |
| 1987 | 6         | 1       |
| 2011 | 5         | k. A.   |